# Pogodno (osiedle Szczecina, 1955–1976)
Pogodno – dawne osiedle administracyjne Szczecina, należące do dzielnicy o tej samej nazwie. Istniało w latach 1955–1976. Według danych z 6 grudnia 1960 r. osiedle zamieszkiwało 30 030 osób; było to najludniejsze osiedle w dzielnicy i drugie najludniejsze w mieście (po osiedlu Śródmieście).
W 1990 r. przywrócono zlikwidowany w 1976 r. podział miasta na cztery dzielnice. Powołano wówczas nowe osiedle o nazwie Pogodno, które weszło w skład dzielnicy Zachód jako jedno z 9 osiedli.